# Kamel Ghilas
Pour les articles homonymes, voir Ghilas.
Kamel Fathi Ghilas, né le 9 mars 1984 à Marseille, est un footballeur international algérien.
Il compte 21 sélections en équipe nationale pour 5 buts marqués entre 2007 et 2012.
Il est le frère aîné de l'international algérien Nabil Ghilas.

## Biographie
Kamel Ghilas né le 9 mars 1984 à Marseille, il est originaire de Béjaïa dans la région de Kabylie en Algérie. Il est le frère aîné du footballeur Nabil Ghilas.

## Carrière

### Hull City
Malgré des débuts prometteurs à Hull City, avec à la clé un but, ses entrées en jeu se font de plus en plus rares. Il enchaine même quelques matches avec l'équipe réserve de Hull City, en attendant de réintégrer l'équipe A ou de changer de club durant l'été. Son faible temps de jeu a fini par lui coûter sa place avec l'équipe nationale d'Algérie et il n'est pas retenu pour la CAN et le Mondial 2010.

### Stade de Reims
Le 9 août 2011, Ghilas est prêté au Stade de Reims avant d'y être transféré définitivement durant l'été 2012.

## Palmarès

### En club
- Stade de Reims
  - Trophées du joueur du mois UNFP de Ligue 2 en Janvier 2012
  - Trophées UNFP : Équipe-type de Ligue 2 :2011-2012